# Pachycondyla magnifica
Pachycondyla magnifica är en myrart som beskrevs av Borgmeier 1929. Pachycondyla magnifica ingår i släktet Pachycondyla och familjen myror. Inga underarter finns listade i Catalogue of Life.